# Vlag van Sijbrandahuis

Vlag van Sijbrandahuis

De vlag van Sijbrandahuis is de dorpsvlag van het Nederlandse dorp Sijbrandahuis, in de Friese gemeente Dantumadeel. De vlag werd in 2001 geregistreerd.

## Beschrijving
De beschrijving van de vlag is als volgt:
Geel met een rode broekingsdriehoek, naar de broekzijde verlengd met 1/3 vlaglengte met de top op 2/3 vlaglengte; de rode broekingsdriehoek belegd met een wit zwaard met geel handvest, met de punt omhoog, en boven de punt één en aan weerszijden vijf gele vlammen, uitgaande van het zwaard.
De kleuren zijn afkomstig van het dorpswapen.

## Symboliek
- Rode driehoek: staat voor een dak van een huis, dit duidt op het deel "huis" uit de naam van het dorp.[2]
- Zwaard met vlammen: verwijst naar de naam Sybrand, dit betekent zoveel als "vlammend zwaard der overwinning".[2]

## Zie ook

Wapen van Sijbrandahuis